# Asad ibn Saman
Pour les articles homonymes, voir Saman.
Asad ibn Saman est le fils de Saman Khoda, ancêtre de la dynastie Samanide. 
Selon la tradition, Saman nomma son fils Asad en l'honneur du gouverneur Asad ibn 'Abd-Allah al-Qasri' (723-727) qui l'a converti à l'Islam. Asad avait 4 fils : Nuh, Ahmad, Yahya, et Elyas.
Le Calife nomma les fils d'Asad gouverneurs de Samarcande, Ferghana, Shash, Ustrushana et Herat pour leurs bons et loyaux services scellant ainsi la fondation de cette dynastie.